# Ingavi (Pando)
Ingavi ist eine Ortschaft im Departamento Pando im Tiefland des südamerikanischen Andenstaates Bolivien.

## Lage im Nahraum
Ingavi liegt in der Provinz Abuná und ist zentraler Ort im Cantón Ingavi im Municipio Ingavi. Die Ortschaft liegt auf einer Höhe von 158 m am linken, nördlichen Ufer des Río Orthon, einem linken Nebenfluss des Río Beni.

## Geographie
Ingavi liegt im bolivianischen Teil des Amazonasbeckens in der nördlichen Ecke des Landes nahe der Grenze zu Brasilien.
Die mittlere Durchschnittstemperatur der Region liegt bei 26 °C und schwankt nur unwesentlich zwischen 25 °C im Mai und 27–28 °C von Dezember bis Februar (siehe Klimadiagramm Riberalta). Der Jahresniederschlag beträgt etwa 1300 mm, bei einer ausgeprägten Trockenzeit von Juni bis August mit Monatsniederschlägen unter 20 mm, und einer Feuchtezeit von Dezember bis Januar mit Monatsniederschlägen von mehr als 200 mm.

## Verkehrsnetz
Ingavi liegt in einer Entfernung von etwa 215 Kilometern Luftlinie nordöstlich von Cobija, der Hauptstadt des Departamentos.
Ingavi ist nicht auf dem Landweg über befestigte Straßen zu erreichen. Die Ortschaft liegt direkt am nördlichen Ufer des Río Orthon, der hier in östlicher Richtung fließt und flussabwärts in den Río Beni mündet. In dem feuchten flachwelligen Gelände zwischen dem nördlich gelegenen Río Abuná und dem Río Orthon ist die Anlage einer Piste, erst recht einer befestigten Straße für einige hundert Einwohner sehr aufwändig.
Ingavi hat daher ein unbefestigtes Flugfeld von einer Länge von 670 Metern und ist darüber hinaus mit der östlich gelegenen Ortschaft Humaitá über Pisten von knapp sechzig Kilometer Länge verbunden, eine direkte Anbindung an das bolivianische Straßennetz besteht zurzeit nicht. Flussabwärts besteht über den Río Orthon eine Verbindung mit der Stadt Riberalta auf dem Wasserweg.

## Bevölkerung
Die Einwohnerzahl des Ortes ist in dem Jahrzehnt zwischen den beiden letzten Volkszählungen auf mehr als das Sechsfache angestiegen:
| Jahr | Einwohner         | Quelle       |
| ---- | ----------------- | ------------ |
| 1992 | keine Detaildaten | Volkszählung |
| 2001 | 59                | Volkszählung |
| 2012 | 386               | Volkszählung |
| 2024 |                   | Volkszählung |